# Johnny Van Zant
John Roy "Johnny" Van Zant (Jacksonville, Florida,  SAD, 27. veljače 1959.) pjevač je sastava Lynyrd Skynyrd. Mlađi je brat bivšeg pjevača sastava, Ronnija Van Zanta, kao i Donnija Van Zanta, osnivača sastava .38 Special.

## Životopis
Van Zantova glazbena karijera započinje u njegovoj 15. godini i to kao bubnjar. Prvi njegov sastav (1970-ih) bio je The Austin Nickels Band u kojem su osim Van Zanta kao vokala članovi bili gitarist Robbie Gay bubnjar Ribbue Morris, a pod mentorstvom Ronnieja Van Zanta. Nakon Ronnijeve pogibije ulogu mentora preuzima treći brat Donnie. Sastav mijenja ime u The Johnny Van Zant Band, a prvi album izdaju 1980. pod nazivom No More Dirty Deals. Tadašnju postavu sastava činili su Johnny Van Zant (pjevač), Robbie Gaye (gitara), Danny Clausman (bas-gitara), Eric Lundgren (solo gitara) i Robbie Morris (bubnjevi). Izdali su još tri samostalna albuma: Round Two (1981.), The Last of Wild Ones (1982.) i Van Zant (1985.), a Johnny 1985. pravi stanku u karijeri. Vokalom sastava Lynyrd Skynyrd postaje prilikom njihovog ponovnog okupljanja krajem 1980-ih. Snimio je samostalni album pod nazivom Brickyard Road (1990.).
Paralelno s djelovanjem u Lynyrd Skynyrdu, Johnny je u djelovao s bratom Donnyjem kao sastav Van Zant te su snimili par studijskih albuma.

## Vanjske poveznice
- Stranice sastava Lynyrd Skynyrd
- Van Zants